# Buol jezik
Buol jezik (ISO 639-3: blf; bual, bwo’ol, bwool, dia), filipinski jezik uže gorontalske poskupine, kojim govori oko 75 000 ljudi (1989) u indonezijskoj provinciji Central Sulawesi na Celebesu; 68 sela.
Leksički mu je najbliži totoli [txe], 61%. Latinično pismo.

## Vanjske poveznice
- Ethnologue (14th)
- Ethnologue (15th)